# Дихало (геологія)

Дихало, породжене морем.

Дихало повністю на суші.

Дихало (в геології) — результат росту морської печери в бік берега і вгору з утворенням приблизно вертикальної наскрізної шахти. Під час прибою з неї може вивергатись вода, якщо цьому сприяють геометрія печери та дихала і погода.

## Механіка явища
Дихала найчастіше трапляються на узбережжях, де є скелі з порожнинами, такими як лавові тунелі. Ці місця часто розташовані вздовж ліній розлому і на островах. Коли потужні хвилі обрушуються на береги, вода спрямовується в ці щілини і вибухає гейзером за рахунок зростання тиску при звуженні каналу. Це часто супроводжується гучним шумом і широким розпиленням струменя, і з цієї причини дихала часто є туристичними принадами.

## Екологічний вплив
Дихала мають потенціал змінити рельєф місцевості в районі їх розташування. Вони можуть в кінцевому підсумку зруйнувати околиці тріщини і сформувати більші морські печери. В деяких випадках може обрушитися сама печера і тоді ця подія може створити неглибокі природні басейни вздовж узбережжя.

## Інше
Дихало є також назвою рідкісного геологічного явища, коли  повітря нагнітається через невеликі отвори на поверхні внаслідок різниці тисків у закритій підземній системі і поверхні. Дихала Національної пам'ятки Вупаткі, США, є прикладом такого феномену. Передбачається, що закриті підземні переходи мають обсяг не менше семи мільярдів кубічних футів. Швидкість вітру може наблизитися до 30 миль в годину. інший відомий приклад дихала - природний вхід у Вітряну печеру, США

## Галерея

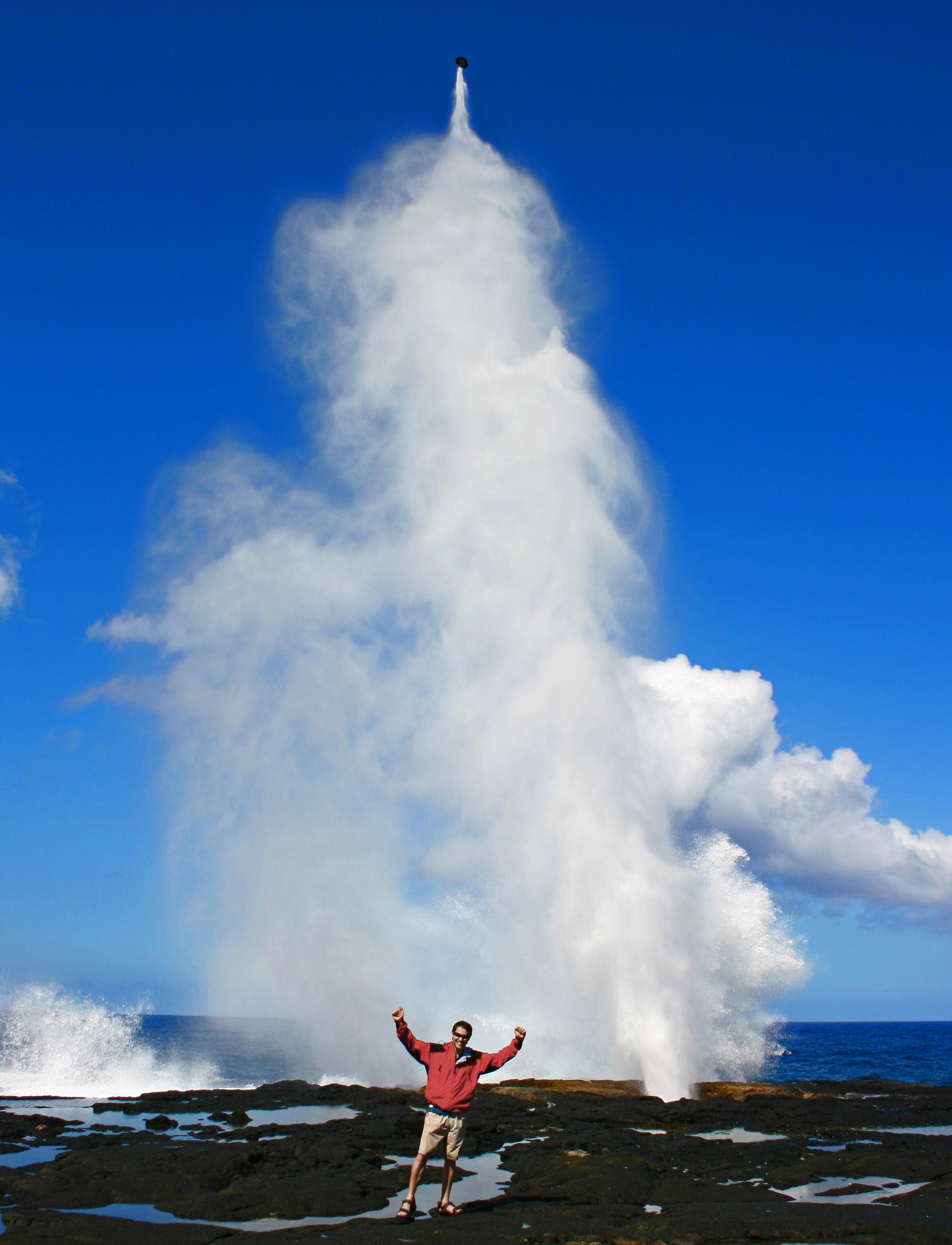
Дихала Алофа'ага на острові Саваї, Самоа
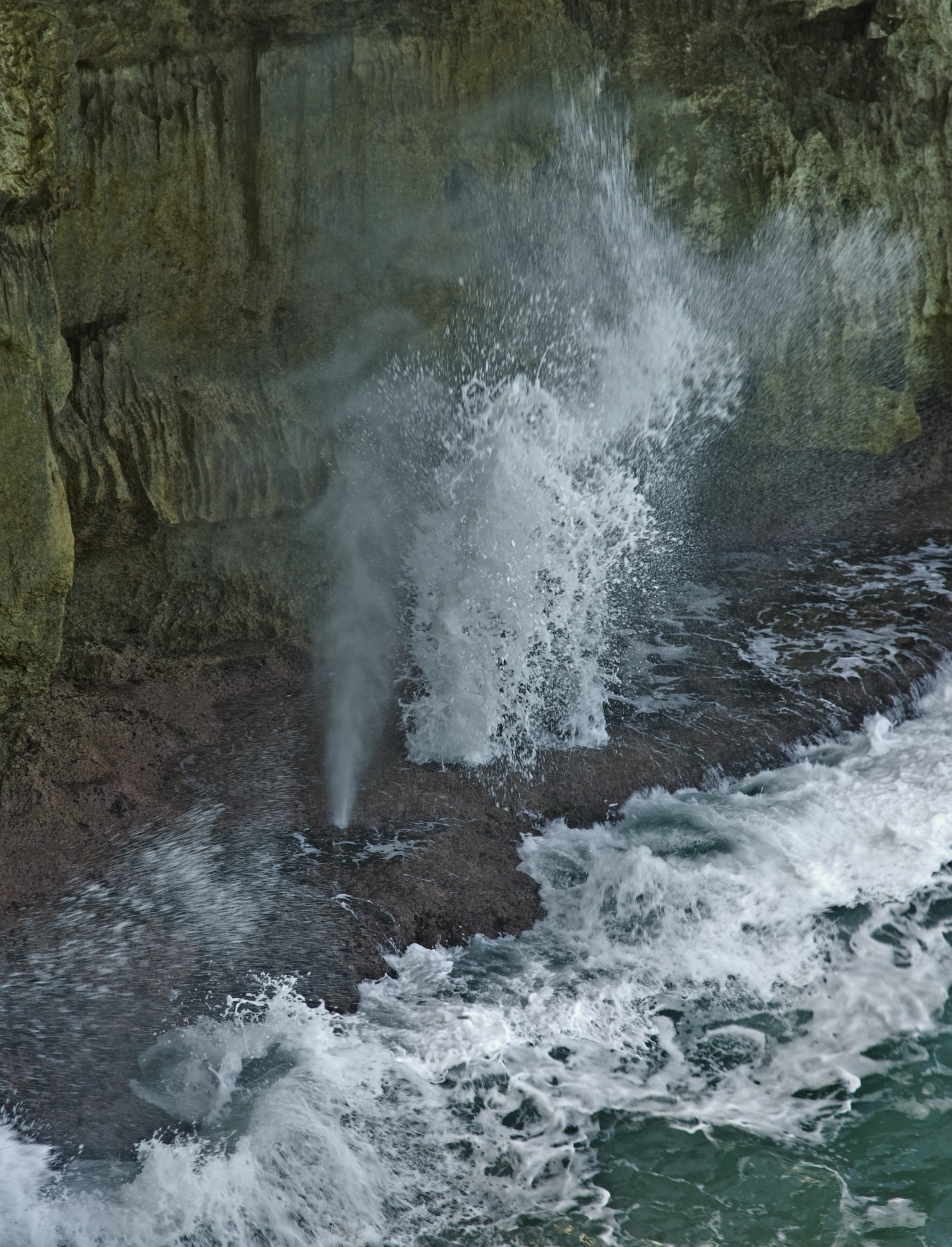
Дихала на північному узбережжі Барбадоса
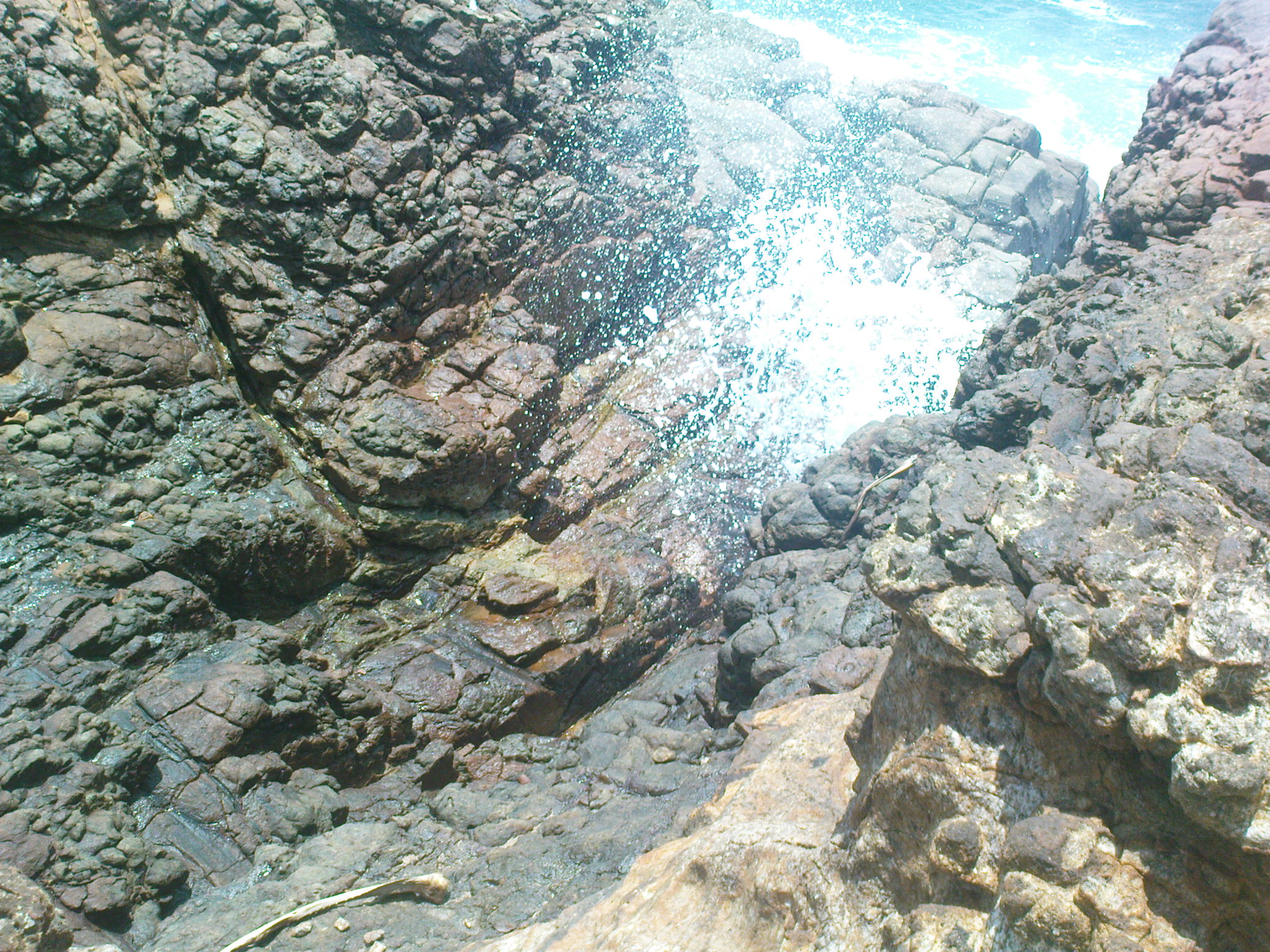
Дихало Хумманая, розташоване у Південній провінції, Шрі-Ланка.
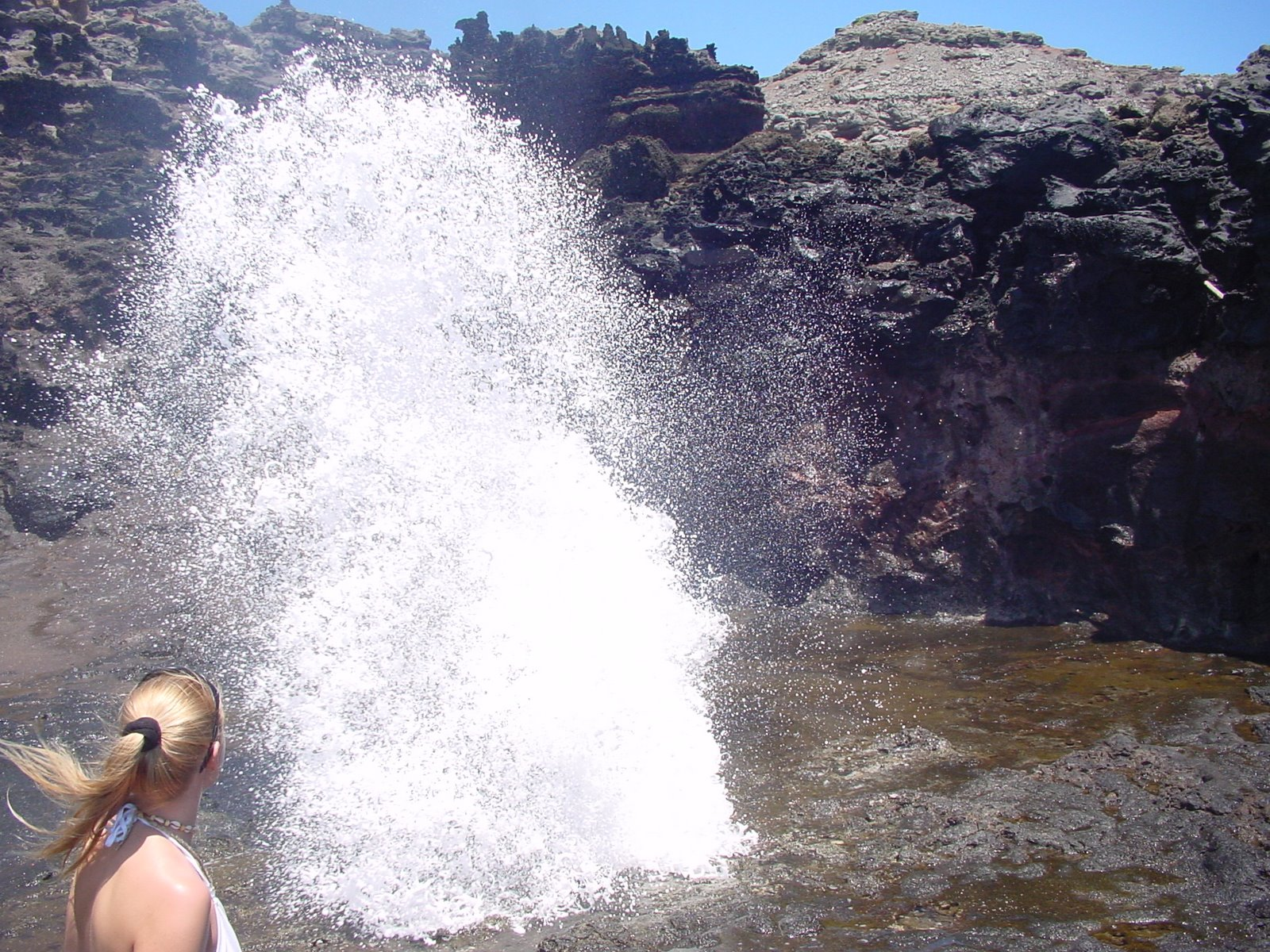
Дихало Накалеле, розташоване поблизу Накалеле Пойнт у північно-західному Мауї, Гаваї.